# Javier Dopico Morales
Javier Dopico Morales, más conocido como Dopico (Málaga, 22 de mayo de 1985) es un futbolista español. En su época de juvenil tenía gran proyección llegando a debutar con el Málaga CF en la Primera División. Actualmente juega en el La Roda Club de Fútbol. Destaca por su velocidad, regate, control del balón, uno contra uno y por sus asistencias, sin duda, es el estandarte del C.D. Ronda.[cita requerida] En la temporada 2009/10 consiguió anotar 7 goles (2 de penalty), así como otras 10 asistencias.
En la temporada 2004/2005 Dopico sonó para jugar en el Liverpool de Rafa Benítez, pero finalmente no se concretó nada.

## Clubes
| Club                      | País              | Año       |
| ------------------------- | ----------------- | --------- |
| Cat. Inferiores Málaga CF | Bandera de España | 2002-2003 |
| Málaga CF                 | Bandera de España | 2002-2003 |
| Málaga B                  | Bandera de España | 2003-2005 |
| Mérida UD (Cedido)        | Bandera de España | 2005-2006 |
| Málaga B                  | Bandera de España | 2006-2007 |
| UD Ibiza                  | Bandera de España | 2007      |
| CD Atlético Baleares      | Bandera de España | 2008-2009 |
| CD Ronda                  | Bandera de España | 2009-2011 |
| UD San Pedro              | Bandera de España | 2011-2013 |
| La Roda Club de Fútbol    | Bandera de España | 2013-2014 |

- Datos: Q11684601